# Андрушкевич-Шепель, Николай Николаевич
Николай Николаевич Андрушкевич-Шепель (1898 — 2 июля 1938) — полковник Рабоче-крестьянской Красной Армии, участник Гражданской войны.

## Биография
Николай Андрушкевич-Шепель родился в 1898 году. Принимал участие в октябрьских событиях 1917 года в Петрограде и отражении выступления Керенского — Краснова. Пойдя на службу в Рабоче-крестьянскую Красную Армию, участвовал в боях Гражданской войны. Был шофёром бронемашины, адъютантом, командиром 3-го броневого отделения Киевского броневого отряда, адъютантом 29-го автобронеотряда, помощником командира сначала в 27-м автобронеотряде, затем во 2-м танковой отряде.
В составе Отдельной Кавказской армии 24 февраля 1921 года Андрушкевич-Шепель участвовал в боях за установление Советской власти в Закавказье. Особо отличился 24 февраля 1921 года во время боя с формированиями армянских националистов («Дашнакцутюн»). Приказом Революционного Военного Совета Республики № 85 от 23 июня 1929 года бывший командир 2-го танкового отряда 106-го кавалерийского полка Николай Андрушкевич-Шепель был награждён орденом Красного Знамени.
После окончания войны продолжил службу в Рабоче-крестьянской Красной Армии. В 1933 году Андрушкевич-Шепель окончил Военную академию РККА имени М. В. Фрунзе. Находился на высоких командных должностях в автобронетанковых войсках, последняя должность — командир 10-й механизированной бригады. В июле 1937 года в звании полковника Андрушкевич-Шепель был уволен из рядов Вооружённых Сил. 27 января 1938 года он был арестован органами НКВД СССР. 2 июля того же года Николай Андрушкевич-Шепель был приговорён к высшей мере наказания — расстрелу. Приговор был приведён в исполнение в тот же день. 19 сентября 1957 года Николай Андрушкевич-Шепель был посмертно реабилитирован.
Был также награждён орденом Красного Знамени Азербайджанской ССР (13.6.1930).